# Сава Маринкович
Сава Маринкович (хорв. Sava Marinković, нар. 10 січня 1905, Белград  — пом. 4 липня 1991, там само) —  югославський футболіст, що грав на позиції півзахисника. Відомий виступами за клуб БСК, а також національну збірну Югославії. 

## Клубна кар'єра
Є вихованцем футбольного клубу БСК. У1927, 1929 і 1930 роках ставав з командою переможцем чемпіоном Белграда. Найсильніші команди регіональних ліг отримували змогу позмагатись за звання чемпіона Югославії. Наприкінці 20-х років БСК стабільно боровся за нагороди чемпіонату, завдяки чому Сава двічі здобував срібло у 1927 і 1929 роках, а також бронзу у 1928 році. Маринкович складав сильне тріо півзахисників клубу разом з Милорадом Арсеньєвичем і Любишою Джорджевичем.
У 1927 і 1928 роках брав участь у складі своєї команди в матчах Кубку Мітропи, престижного турніру для провідних команд Центральної Європи. Обидва рази белградський клуб вибував на першій стадії змагань, поступаючись угорським командам «Хунгарія» (2:4, 0:4) і «Ференцварош» (0:7, 1:6) відповідно. Маринкович брав участь в усіх чотирьох матчах своєї команди. 
На початку 30-х років недовго виступав у французькому «Монпельє», після чого повернувся на батьківщину і приєднався до складу ще одного белградського клубу  — «Югославії». Був змушений завчасно завершити кар'єру через важку травму. 
| Дата       | Місто   | Господарі      | Результат | Гості     | Турнір                  | Голи | Примітки        |
| ---------- | ------- | -------------- | --------- | --------- | ----------------------- | ---- | --------------- |
| 06.05.1928 | Белград | Югославія      | 3 – 1     | Румунія   | Кубок короля Олександра | -    |                 |
| 28.10.1928 | Прага   | Чехословаччина | 7 – 1     | Югославія | товариський матч        | -    |                 |
| 15.06.1930 | Софія   | Болгарія       | 2 – 2     | Югославія | товариський матч        | -    | Капітан команди |
| Усього     |         | Матчів         | 3         |           | Голів                   | 0    |                 |

Отримав диплом інженера. В 1945 році був одним із засновників і президентом клубу «Металац» (Белград). 
Загинув у автокатастрофі разом зі своєю дружиною. 

## Трофеї і досягнення
- Срібний призер чемпіонату Югославії: 1927, 1929
- Чемпіон футбольної асоціації Белграда: 1927, 1929, 1930
- Переможець Кубка Югославської федерації: 1927